# Ramon II de Tortosa
Ramon II de Tortosa (Ramon de Montcada i de Tornamira) (?, 1188 - Portopí, Mallorca, 1229) va ser Senyor de Tortosa i participà en la Croada contra Al-Mayûrqa, morint a la batalla de Portopí. Era fill de Ramon I de Montcada i, per tant, formava part del llinatge dels Montcada. Es casà amb Galbors, que probablement formava part del llinatge dels Vescomtes de Bas.
Durant la minoria de Jaume I d'Aragó actuà com a testimoni del testament d'Ermengol VIII d'Urgell, darrer comte del primer llinatge i que morí el 1209. El 1210 fou conseller i fiador del compromís de matrimoni entre la comtessa Aurembiaix d'Urgell i Jaume I d'Aragó. El 1214 a Lleida, el jurà com a rei. Posteriorment esdevingué conseller del rei però a partir del 1222 es posà del costat del seu nebot valencià Guillem II de Montcada, Vescomte de Bearn que s'enfrontà al rei amb motiu d'un diputa amb Nunó Sanç I de Roselló i Cerdanya, oncle del rei. El 1225, arribaren a un acord i posaren fi al litigi.
Intervingué amb Jaume I d'Aragó en el Setge de Peníscola (1225) i participa en la treva que enfrontava als Montcada amb els Cardona. Posteriorment es posà dels costat de la noblesa aragonesa en la revolta que seguí a la mort de Pedro Ahones. També lluità en les conquestes de Linyola, Balaguer, Agramunt i Ponts. Fou convidat al sopar del còmit Pere Martell a Tarragona per preparar la Croada contra Al-Mayûrqa i participà en la cort general de Barcelona on oferí d'anar-hi vint-i-cinc cavallers i un nombre indeterminat de servents i mariners. Morí a la batalla de Portopí, junt amb Guillem II de Montcada.